# 菊池寛賞
菊池寛賞（きくちかんしょう）は、日本文学振興会が主催する、文芸・映画など様々な文化分野において業績をあげた個人や団体を表彰する賞。
もとは菊池寛の提唱で、年配の作家の業績をたたえるために1939年（昭和14年）2月に制定されたもので、文学賞であった。46歳以上の文壇功労者の作家が表彰対象となり、45歳以下の作家・評論家が選考委員を務めた。これは戦争のため6回で中止となったが、戦後、菊池の没後1952年（昭和27年）に復活。そのとき受賞対象が文芸以外の分野に広げられた。
正賞として時計、副賞として100万円が授与される。

## 受賞者・団体一覧

### 戦前
- 第1回（1939）徳田秋声『仮装人物』
- 第2回（1940）里見弴、宇野浩二、武者小路実篤『愛と死』
- 第3回（1941）室生犀星『戦死』、田中貢太郎[2]。
- 第4回（1942）久保田万太郎、長谷川時雨、中村吉蔵
- 第5回（1943）佐藤春夫『慵斎雑記』上司小剣『伴林光平』
- 第6回（1944）川端康成「夕日」「故園」

### 第1回から第10回
第1回（1953年）
- 吉川英治（『新・平家物語』を中心とした業績）
- 水木洋子
- 俳優座演劇部研究所
- 読売新聞社会部(原四郎氏を中心とする同社会部の暗黒面摘発活動)
- 扇谷正造氏を中心とする週刊朝日編集部
- 岩波写真文庫

第2回（1954年）
- 永田雅一
- 中島健蔵
- 横山泰三
- 朝日新聞（第三頁の総合解説面）
- 石井桃子
- 岩田専太郎

第3回（1955年）
- 木村伊兵衛
- 安部光恭（第五福竜丸の取材により）
- 徳川夢声（「各方面における活動」）
- 阿部眞之助
- 石山賢吉

第4回（1956年）
- 荒垣秀雄
- 長谷川伸
- 花森安治と「暮しの手帖」編集部
- 河竹繁俊
- 淡島千景

第5回（1957年）
- 正宗白鳥
- 初代水谷八重子
- 長谷川一夫
- 毎日新聞社会部（「官僚にっぽん」其の他一連の連載記事）
- 大修館書店
- 依田孝喜（記録映画「マナスルに立つ」のカメラマンとしての功績）

第6回（1958年）
- 野村胡堂（『銭形平次捕物控』を中心とした業績）
- 川端康成
- 三代目市川壽海
- 石川武美
- 昭和女子大学近代文学研究所（その共同研究になる「近代文学研究叢書」五十四巻刊行への真摯なる態度）

第7回（1959年）
- 真山美保（新劇の大衆化、特に文化に恵まれぬ地方公演の成果）
- NHKテレビ芸能局(「私の秘密」企画の苦心とその成功)

第8回（1960年）
- 菊田一夫（『がめつい奴』を中心として）
- 石井茂吉
- 東芝日曜劇場
- 長谷川路可（イタリア チヴィタヴェッキア修道院に於ける日本二十六聖人殉教大壁画の完成により)

第9回（1961年）
- 花柳章太郎
- 岡田桑三
- 伊藤正徳
- NHKテレビ『バス通り裏』
- 三原脩
- 吉田幸三郎

第10回（1962年）
- 子母澤寛（『父子鷹』を中心とした業績）
- ドナルド・キーン
- 伊藤熹朔
- 石原登

### 第11回から第20回
第11回（1963年）
- 川口松太郎
- 点字毎日
- 吉川弘文館と日本歴史学会（『人物叢書』）
- 堀江謙一

第12回（1964年）
- 日本近代文学館の設立運動
- 宝塚歌劇団の五十年
- 三宅周太郎
- 朝日新聞社のカナダ・エスキモーの報道

第13回（1965年）
- 亀井勝一郎「日本人の精神史研究」
- 中国新聞の暴力団追放キャンペーン
- みすず書房の『現代史資料』
- 大宅壮一

第14回（1966年）
- 司馬遼太郎『竜馬がゆく』『国盗り物語』など
- 石坂洋次郎
- 毎日新聞外信部
- 博物館明治村

第15回（1967年）
- 吉屋信子
- 宮田輝「ふるさとの歌まつり」
- 青蛙房

第16回（1968年）
- 海音寺潮五郎
- 毎日新聞「教育の森」
- 読売新聞「昭和史の天皇」
- 渋谷天外
- 布川角左衛門

第17回（1969年）
- 石川達三
- 大佛次郎「三姉妹」などを中心として
- 日本経済新聞社文化部

第18回（1970年）
- 松本清張『昭和史発掘』
- 江藤淳『漱石とその時代』
- 新潟日報 特集「あすの日本海」
- 平凡社東洋文庫
- 二世西川鯉三郎

第19回（1971年）
- 水上勉『宇野浩二伝』
- 尾上多賀之丞
- 黛敏郎「題名のない音楽会」
- 土門拳
- ハロルド・ストラウス （アメリカの出版社クノッフ社の日本文学担当編集者）

第20回（1972年）
- 豊平良顕
- 永井龍男
- 倉林誠一郎『新劇年代記』
- 武原はん
- 山田洋次

### 第21回から第30回
第21回（1973年）
- 吉村昭『戦艦武蔵』から『関東大震災』に至る業績
- 小林秀雄『八丈実記』の刊行
- 北条秀司
- 土方定一

第22回（1974年）

- 丹羽文雄
- 東京空襲を記録する会
- 城戸四郎
- 日曜名作座

第23回（1975年）
- 高木俊朗『陸軍特別攻撃隊』
- サンケイ新聞社会部
- 萱野茂
- 近藤日出造

第24回（1976年）
- 戸板康二
- 毎日新聞社「宗教を現代に問う」
- TBS「時事放談」
- 入江泰吉三部作

第25回（1977年）
- 川崎長太郎
- エドワード・サイデンステッカー「源氏物語」英訳の業績
- 宇野信夫
- 井上安正
- 畑正憲
- 水本光任とサンパウロ新聞

第26回（1978年）
- 木村毅
- 五味川純平
- 毎日新聞「記者の目」
- 沢田美喜と日本テレビ
- 植村直己

第27回（1979年）
- 山口瞳『血族』を中心として
- 松竹演劇部・歌舞伎海外公演スタッフ
- 柴田穂
- 文學界同人雑誌評グループ

第28回（1980年）
- 福田恆存
- 大岡信「折々のうた」
- 井上靖とNHK「シルクロード」取材班
- 講談社「昭和萬葉集」

第29回（1981年）
- 山本七平
- 川喜多かしこと高野悦子
- 開高健
- 松田毅一・川崎桃太共訳『フロイス日本史』全12巻

第30回（1982年）
- 宇野千代
- 東京新聞「裁かれる首相の犯罪」法廷全記録
- 塩野七生
- 大宅壮一文庫

### 第31回から第40回
第31回（1983年）
- 竹山道雄
- サンケイ新聞行革取材班
- 立花隆
- 山藤章二

第32回（1984年）
- 永井路子
- 山本夏彦
- 日本経済新聞連載「サラリーマン」
- 橋田壽賀子

第33回（1985年）
- 河盛好蔵
- 山田太一
- 読売新聞大阪社会部シリーズ「戦争」
- 田沼武能
- 日本航空写真文化社「日本史・空から読む」

第34回（1986年）
- 野口冨士男『感触的昭和文壇史』
- 澤地久枝
- 徳岡孝夫
- 槇佐知子『医心方』注解の業績

第35回（1987年）
- 村松剛『醒めた炎…木戸孝允』
- 笠智衆
- 岩波書店・岩波文庫創刊六十年
- 大山康晴

第36回（1988年）
- 池波正太郎
- 林健太郎
- 白川義員
- 日本近代文学館
- 加藤芳郎

第37回（1989年）
- 藤沢周平
- NHKスペシャル「忘れられた女たち」のスタッフ
- 筑摩書房「明治文学全集」
- 石井勲

第38回（1990年）
- 八木義徳
- 永山武臣
- 児島襄『日露戦争』を中心として
- 兼高かおる
- 島田謹二『ロシヤ戦争前夜の秋山真之』

第39回（1991年）
- 白川静『字訓』『字統』
- 山崎豊子『大地の子』
- 信濃毎日新聞社「扉を開けて」
- 秋山ちえ子
- 思潮社
- アルフォンス・デーケン

第40回（1992年）
- 黒岩重吾
- 島田正吾
- NHKモスクワ支局
- 産経抄
- ひめゆり平和祈念資料館

### 第41回から第50回
第41回（1993年）
- 杉森久英
- 劇団四季
- 秦郁彦
- 上坂冬子
- 中一弥

第42回（1994年）
- 田辺聖子『ひねくれ一茶』
- マクレラン
- 和田誠
- 日本テレビ
- 中島みち
- 安田祥子・由紀さおり姉妹による童謡コンサート

第43回（1995年）
- 柳田邦男
- NHK名古屋放送局「中学生日記」
- 東京裁判資料刊行會
- 江川紹子
- 佐藤喜徳
- 野茂英雄

第44回（1996年）
- 城山三郎『もう、きみには頼まない』を中心とする業績
- 孤蓬万里『台灣萬葉集』
- 読売新聞社健康医療問題取材班
- 有森裕子
- 「朝の読書」運動
- 三代目市川猿之助
- NHKテレビドラマ「大地の子」製作スタッフ

第45回（1997年）
- 山田風太郎
- 吉川弘文館「国史大辞典」
- 中坊公平と山陽放送報道部
- 東海林さだお
- 阿久悠

第46回（1998年）
- 平岩弓枝
- 木津川計
- 櫻井よしこ
- 「ソ連における日本人捕虜の生活体験を記録する会」編集
- 村上豊
- NHK「ラジオ深夜便」製作スタッフ

第47回（1999年）
- 井上ひさし
- 二代目中村又五郎
- 産経新聞「毛沢東秘録」取材班
- 宮脇俊三の鉄道紀行
- 国立天文台「すばる」プロジェクトチーム
- 小沢征爾と サイトウ・キネン・フェスティバル松本実行委員会

第48回（2000年）
- 佐藤愛子
- 古山高麗雄
- 香川県琴平町「金丸座」のこんぴら歌舞伎
- 永六輔
- 佐々淳行
- 田村亮子

第49回（2001年）
- 丸谷才一
- 宮崎駿
- 毎日新聞旧石器遺跡取材班
- NHK「プロジェクトX」制作スタッフ
- 双葉十三郎
- イチロー

第50回（2002年）
- 五木寛之
- 杉本苑子
- 九代目松本幸四郎
- 倉本聰とフジテレビ「北の国から」制作出演スタッフ
- 国谷裕子キャスターとNHKテレビ「クローズアップ現代」制作スタッフ
- 風間完

### 第51回から第60回
第51回（2003年）
- 渡辺淳一
- 沢木耕太郎
- 紀伊國屋ホール
- 長岡輝子
- 雑誌「國華」
- 夢路いとし・喜味こいし

第52回（2004年）
- 宮城谷昌光
- 木村光一と地人会
- 五代目中村勘九郎
- 北海道新聞「道警裏金疑惑」取材班
- 保阪正康
- 平凡社『日本歴史地名大系』

第53回（2005年）
- 津本陽
- 蜷川幸雄
- 黒田勝弘
- テレビマンユニオン
- 戦没画学生慰霊美術館「無言館」
- 日本スピンドル製造株式会社

第54回（2006年）
- 小林信彦
- いしいひさいち
- 黒柳徹子と「徹子の部屋」
- 八木書店「徳田秋聲全集」
- 旭川市旭山動物園
- 竹中文良と「ジャパン・ウェルネス」

第55回（2007年）
- 阿川弘之
- 十二代目市川團十郎
- 講談社「全国訪問おはなし隊」
- 桂三枝（現・六代目桂文枝）
- 小沢昭一
- マツノ書店

第56回（2008年）
- 宮尾登美子
- 安野光雅
- 北九州市立松本清張記念館
- かこさとし
- 羽生善治

第57回（2009年）
- 佐野洋
- 本木雅弘と映画「おくりびと」製作スタッフ
- 五代目坂東玉三郎
- 鳥取県米子市に本拠を置く今井書店グループと「本の学校」
- 蓬田やすひろ
- 渡辺大五郎（元関脇・高見山）

第58回（2010年）
- 筒井康隆
- 金子兜太
- NHKスペシャル「無縁社会」
- JAXA「はやぶさ」プロジェクトチーム
- 吉岡幸雄
- 中西進「万葉みらい塾」

第59回（2011年）
- 津村節子
- 新藤兼人
- 石巻日日新聞と河北新報社
- 前新透「竹富方言辞典」
- 澤穂希
- 水戸岡鋭治

第60回（2012年）
- 曾野綾子
- 高倉健
- 東京新聞「原発事故取材班」
- 近藤誠
- 伊調馨と吉田沙保里
- 新潟県佐渡トキ保護センター

### 第61回から第70回
第61回（2013年）
- 竹本住大夫
- NHKスペシャル・シリーズ「深海の巨大生物」
- 中村哲
- サザンオールスターズ
- 中川李枝子・山脇百合子

第62回（2014年）
- 阿川佐和子
- 白石加代子
- 毎日新聞特別報道グループ取材班「老いてさまよう」
- NHKスペシャル・シリーズ「認知症行方不明者一万人　～知られざる徘徊の実態～」
- タモリ
- 若田光一

第63回（2015年）
- 半藤一利
- 吉永小百合
- NHKスペシャル「カラーでよみがえる東京」「カラーでみる太平洋戦争」
- 本の雑誌
- 国枝慎吾

第64回（2016年）
- 秋本治
- 北方謙三
- 熊本日日新聞
- 池上彰とテレビ東京選挙特番チーム
- 森重昭
- 高橋礼華・松友美佐紀

第65回（2017年）
- 浅田真央
- 岸恵子
- 夢枕獏
- 映画「この世界の片隅に」に関わったチーム一同
- チューリップテレビ報道制作局
- 奥本大三郎

第66回（2018年）
- 佐伯泰英
- 東海テレビ「ドキュメンタリー劇場」
- 明治書院「新釈漢文大系」
- 松任谷由実

第67回（2019年）
- 浅田次郎
- 吉田都
- NHK「おかあさんといっしょ」
- 戸髙一成とPHP研究所（『［証言録］海軍反省会』全11巻）
- ラグビー日本代表

第68回（2020年）
- 林真理子
- 佐藤優
- 滋賀県立芸術劇場 びわ湖ホール
- 秋田魁新報　イージス・アショア取材班
- 篠山紀信

第69回（2021年）
- 小川洋子
- 仲代達矢
- 高知新聞社　追跡・白いダイヤ取材班
- 松岡和子
- 吉岡秀人

第70回（2022年）
- 宮部みゆき
- 三谷幸喜
- 信濃毎日新聞社「五色のメビウス」取材班
- NHK「映像の世紀 バタフライエフェクト」
- 羽生結弦

### 第71回以降
第71回（2023年）
- 小沢慧一
- 片岡仁左衛門
- 栗山英樹
- 東野圭吾
- 野沢雅子

第72回（2024年）
- 上橋菜穂子
- 山崎貴と白組
- 後藤謙次
- 大石静
- ちばてつや

## 選考委員
順不同
1952年 - 1959年
- 阿部真之助、石川武美、大谷竹次郎、永田雅一、山本有三

1960年
- 阿部真之助、大谷竹次郎、永田雅一、山本有三

1964年 - 1969年
- 大谷竹次郎、永田雅一、山本有三

1970年 - 1972年
- 大佛次郎、城戸四郎、永田雅一、山本有三

1973年
- 川口松太郎、城戸四郎、山本有三

1974年 - 1976年
- 石川達三、内村直也、川口松太郎、城戸四郎

1977年 - 1983年
- 飯沢匡、石川達三、内村直也、川口松太郎

1984年
- 井上靖、川口松太郎、河盛好蔵、林健太郎

1985年 - 1989年
- 井上靖、河盛好蔵、林健太郎、福田恆存

1990年
- 井上靖、河盛好蔵、林健太郎、福田恆存、佐伯彰一

1991年 - 1992年
- 阿川弘之、佐伯彰一、林健太郎、福田恆存

1993年
- 阿川弘之、佐伯彰一、林健太郎、福田恆存、江藤淳

1994年 - 1998年
- 阿川弘之、佐伯彰一、林健太郎、江藤淳

1999年
- 阿川弘之、佐伯彰一、林健太郎

2000年 - 2003年
- 阿川弘之、佐伯彰一、林健太郎、城山三郎

2004年 - 2006年
- 阿川弘之、佐伯彰一、城山三郎

2007年 - 2009年
- 東海林さだお、養老孟司、半藤一利

2010年 - 2014年
- 東海林さだお、養老孟司、半藤一利、平岩弓枝

2015年 - 2018年
- 東海林さだお、養老孟司、平岩弓枝、保阪正康

2019年 -
- 阿川佐和子、池上彰、保阪正康、養老孟司

## その他の「菊池寛賞」
菊池の出身地である高松市では、1965年に菊池の顕彰と郷土文化・文学の向上を図る目的で「香川菊池寛賞」を制定し、今日まで続いている。こちらは文芸作品を対象とした純粋な文学賞である。